# Monarchie dell'Europa

Carta dell'Europa con evidenziate in rosso le monarchie ed in blu le repubbliche.

La monarchia fu la forma prevalente di governo nella storia d'Europa durante il Medioevo; il suo contraltare fu rappresentato occasionalmente dai comuni, principalmente nel caso delle repubbliche marinare e della Vecchia Confederazione svizzera.
Il repubblicanesimo divenne prevalente all'inizio dell'età moderna, ma la monarchia rimase predominante in Europa nel XIX secolo. A partire dalla fine della prima guerra mondiale, tuttavia, molte monarchie europee furono abolite. Al 2024, rimangono dodici monarchie sovrane in Europa: sette sono regni (Belgio, Danimarca, Norvegia, Paesi Bassi, Regno Unito, Spagna e Svezia), tre sono principati (Andorra, Liechtenstein e Monaco), mentre è presente un solo granducato, il Lussemburgo. La Città del Vaticano è uno Stato retto dal Pontefice, eletto dal collegio cardinalizio durante il conclave.
Le monarchie possono essere divise in due grandi classi: gli stati premoderni, e quelli che hanno ottenuto l'indipendenza durante o subito dopo le guerre napoleoniche. Andorra, Danimarca, Norvegia, Regno Unito, Spagna e Svezia sono i successori delle monarchie premoderne. Belgio, Liechtenstein, Lussemburgo e Paesi Bassi furono istituiti od ottennero l'indipendenza attraverso varie vicende durante le guerre napoleoniche. Lo Stato della Città del Vaticano fu riconosciuto come Stato sovrano amministrato dalla Santa Sede nel 1929, tramite i Patti Lateranensi.
Dieci di queste monarchie sono ereditarie, e due sono elettive: la Città del Vaticano (il Papa, eletto al conclave) e Andorra (tecnicamente è una diarchia semi-elettiva, in quanto la posizione di capo di Stato è condivisa da due persone, di cui uno è il Presidente della Francia, eletto, e l'altro è il Vescovo di Urgell, nominato dal Papa).
La maggior parte delle monarchie in Europa sono parlamentari, in cui il monarca non influenza la politica dello Stato, sia che al sovrano sia impedito legalmente di farlo, sia che il monarca non utilizzi i poteri politici legati all'incarico per via di convenzioni costituzionali. Le eccezioni sono il Liechtenstein e il Principato di Monaco, che sono solitamente considerate monarchie costituzionali (o semi-costituzionali) a causa dell'ampia influenza che i principi esercitano ancora oggi sulla politica, e la Città del Vaticano, che è una monarchia assoluta. Non sono in atto grandi campagne di abolizione delle monarchie in nessuno dei dodici Stati, anche se in molti di essi vi sono gruppi repubblicani più o meno grandi (vedi ad esempio repubblicanesimo in Spagna). Sei delle dodici monarchie sono membri dell'Unione europea: Belgio, Danimarca, Lussemburgo, Paesi Bassi, Spagna e Svezia.
All'inizio del XX secolo, la Francia, la Svizzera e la Repubblica di San Marino erano le uniche nazioni europee ad avere una forma di governo repubblicana. L'avvento del repubblicanesimo nella politica europea si verificò all'inizio del XX secolo, facilitato dalla caduta di diverse monarchie europee a seguito di guerre o rivoluzioni; all'inizio del XXI secolo, la maggior parte degli Stati sovrani in Europa sono repubbliche, con capi di Stato eletti direttamente o indirettamente.

## Storia

### Origini

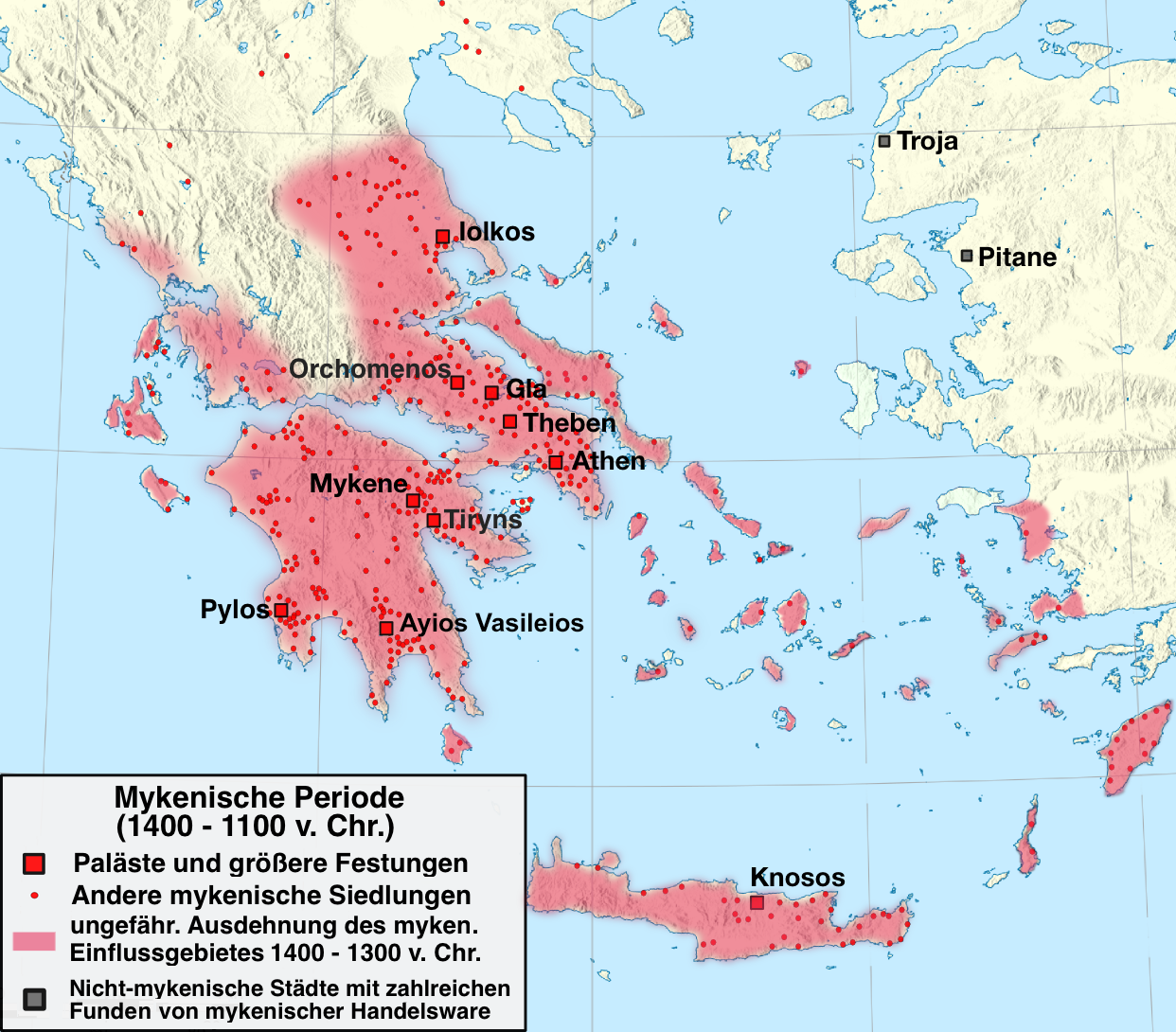
Cartina della Civiltà micenea.

La nozione di regno in Europa ebbe origine dai capi tribù della preistoria. Le civiltà minoiche (3200-1400 avanti Cristo) e micenea (1600-1100 a.C.) mostrano i primi esempi di monarchie nella Grecia protostorica. Grazie alla decifrazione del sistema di scrittura Lineare B nel 1952, sono stati ricavati molti dati sulla società nei regni micenei, dove i re operavano come capi locali. Il ruolo dei re cambiò nei successivi anni del Medioevo ellenico (1100-750 a.C.) evolvendo verso figure di proprietari terrieri con potere militare.

### Antichità arcaica e classica

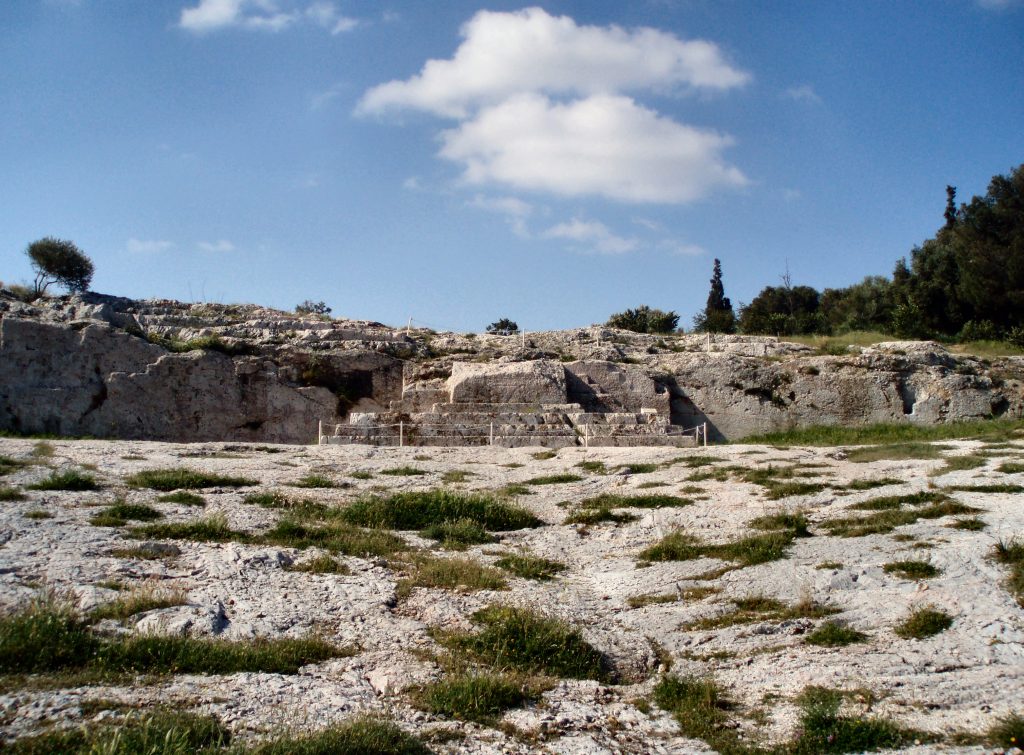
La Pnice, il luogo di incontro al cuore della democrazia ateniese.

Sin dall'inizio dell'antichità, la monarchia si oppose a diverse forme repubblicane di governo, in cui il potere esecutivo era nelle mani di alcune persone che eleggevano i capi secondo regole prestabilite, anziché nominarli per successione ereditaria. Durante il periodo arcaico (750-500 a.C.) i capi tribù scomparvero in quasi tutte le polis greche, e anche a Roma, che allora era una città quasi insignificante. Dopo la scomparsa dei capi tribù, le città-stato greche furono spesso inizialmente guidate dalla nobiltà (aristocrazia), dopo che la loro base economica e militare era crollata. In seguito, in quasi tutte le poleis, i tiranni usurparono il potere per due generazioni (nel VII e specialmente nel VI secolo a.C.), dopodiché le forme di governo nella Grecia classica evolvettero verso il governo dei ricchi (oligarchia) o assemblee di cittadini maschi liberi (democrazia), principalmente dopo il 500 a.C.).
La democrazia ateniese (VI secolo-32 a.C.) è l'esempio più famoso di quest'ultima; Sparta (550-371 a.C.) fu una polis militaristica, con una commistione di monarchia (diarchia), aristocrazia (Gherusia) e democrazia (Apella); la Repubblica romana (509-27 a.C.) ebbe un misto di oligarchia, democrazia e in maniera più pronunciata aristocrazia. Le città-stato della civiltà etrusca (che nacquero durante il periodo villanoviano, 900-700 a.C.) sembrano aver seguito un simile percorso, con le monarchie originali che vennero rovesciate e sostituite da repubbliche oligarchiche nei V e VI secoli a.C.

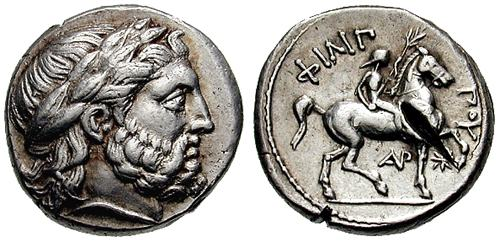
I Re macedone Filippo II unì tutte le polis greche sotto il suo dominio nel 338 a.C.

Le polis dominanti di Atene e Sparta si indebolirono nel combattersi a vicenda, specialmente durante la guerra del Peloponneso (431-404 a.C.), vinta da Sparta. Furono sconfitte e governate da Tebe per alcuni anni (371-360 a.C.), e in seguito il ruolo di Sparta si esaurì del tutto. Alla fine, tutta la Grecia fu soggiogata dalla monarchia macedone nel 338 a.C., che pose fine all'era dell'autonomia libera delle città stato, come anche della democrazia ateniese nel 322 a.C. Nel seguente periodo ellenistico (334-30 a.C.) diversi diadochi (successori di Alessandro Magno) si combatterono l'un l'altro per il dominio sulla Macedonia, ottenuto alla fine dagli antigoni nel 277 a.C. Nel frattempo, la città-stato fenicia di Cartagine, situata nell'attuale Tunisia, oltre all'insediamento in grandi aree della costa del Nordafrica, istituì anche diverse colonie in Sicilia, Sardegna, Corsica, nelle Baleari e nella penisola iberica.
L'impero cartaginese, secondo la tradizione istituita nel 814 a.C., iniziò come monarchia, ma nel IV secolo evolvette in repubblica in cui governavano i suffeti (giudici). Alla fine, Roma conquistò gradualmente tutta l'Italia (principalmente dopo il 350 a.C.), e sconfisse Cartagine nelle guerre puniche (246-146 a.C.). Nel 168 i macedoni furono sottomessi ai romani e furono spartiti in quattro repubbliche clientelari. Queste furono annesse come province romane nel 148, come anche la Grecia nel 146, il che vide Roma governare quasi tutta l'Europa alfabetizzata. La parte restante della penisola iberica, la costa illirica e la Gallia di Giulio Cesare furono annesse alla repubblica romana, che stava andando incontro tuttavia ad una crisi istituzionale. Dopo la sconfitta del rivale Pompeo, Cesare fu nominato dittatore per riportare l'ordine; egli riuscì quasi a fondare una dinastia, ma fu ucciso da un complotto repubblicano di Bruto nel 44 a.C.

### Impero romano e caduta

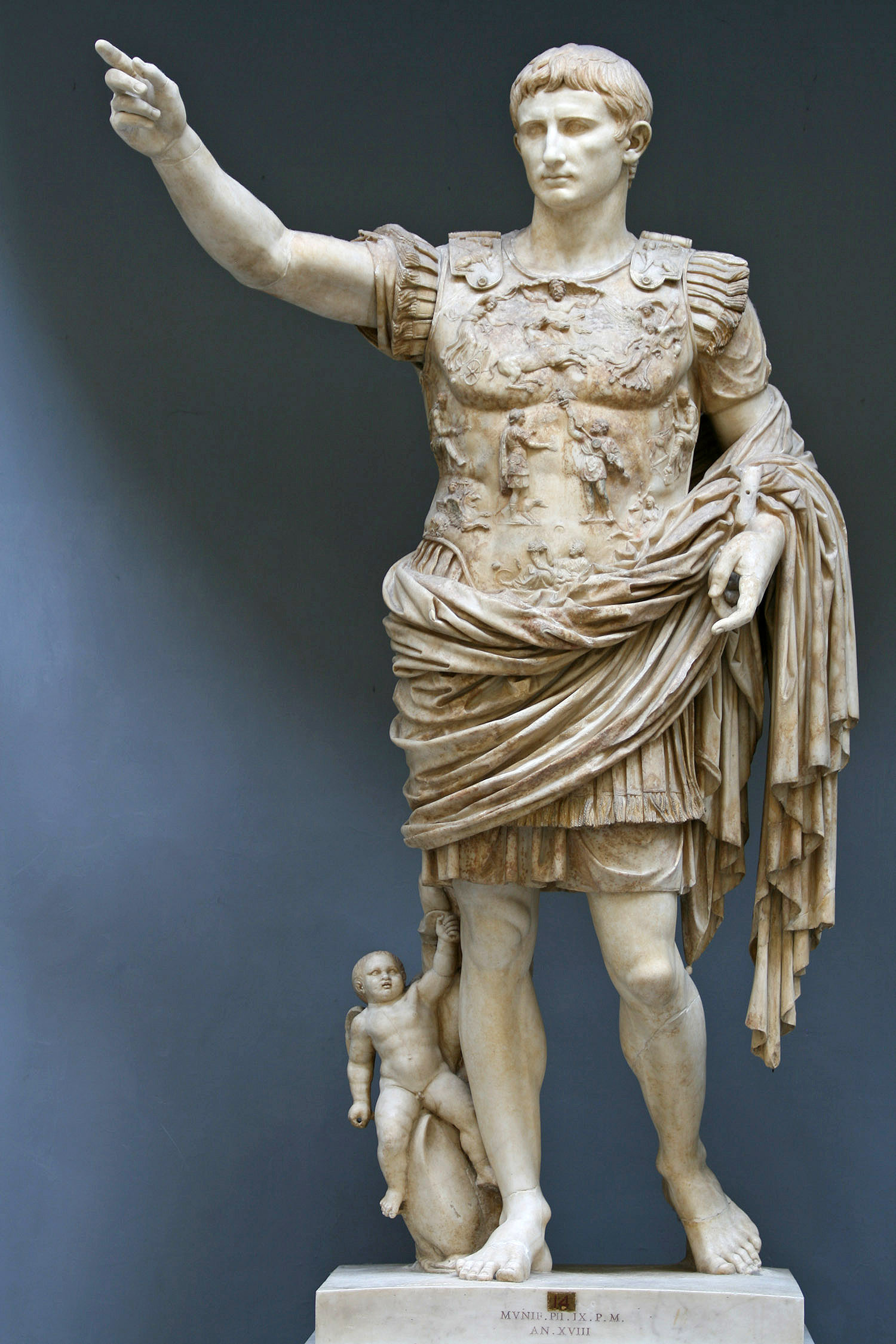
Il primo imperatore romano, Augusto (regnò dal 27 a.C. al 14 d.C.).

Il figlio adottivo di Cesare, Ottaviano, prevalse nella guerra civile, e convertì la repubblica romana nell'Impero romano nel 27 a.C. Prese poi il nome di Augusto con il titolo di princeps ("primo cittadino"), inteso come un primus inter pares ("primo tra pari"), mentre in effetti si inseriva in un quadro di monarchia. Questo impero limitato (principato) fu rafforzato nel 284 da Diocleziano, che instaurò un regno assoluto (Dominato). L'impero riconobbe diversi regni clienti sotto la sovranità imperiale: gran parte di questi erano in Asia, ma anche re clienti tribali furono riconosciuti dalle autorità romane nella Britannia. Molti regni cosiddetti barbari fondati nel V secolo (i regni dei suebi, burgundi, vandali, franchi, visigoti e ostrogoti) riconobbero l'imperatore romano almeno di nome, e i regni germanici continuarono a coniare monete ritraenti l'imperatore romano almeno fino al VI secolo. Questa derivazione dell'autorità dei re dall'Impero romano cristiano definì l'istituzione medievale della monarchia in Europa e la sua nozione di diritto divino dei re, oltre a definire la posizione del Papa nella Chiesa latina, la restaurazione dell'Impero romano con Carlo Magno e il concetto derivato di Sacro Romano Impero nell'Europa centrale e occidentale.

### Monarchie medievali
Le monarchie nell'Europa cristiana medievale derivavano dalla cristianizzazione e del diritto divino dei re, in parte influenzate dalla nozione della sacralità del monarca ereditata dall'antichità germanica. Le grandi potenze europee della prima età moderna furono il risultato di un processo graduale di centralizzazione del potere che aveva avuto corso per tutto il Medioevo.
L'Alto Medioevo iniziò con la frammentazione dell'ex Impero romano d'Occidente nei regni barbarici. Nell'Europa occidentale il regno dei franchi si sviluppò nell'Impero carolingio nell'VIII secolo, e i regni anglo-sassoni furono unificati nel Regno d'Inghilterra nel X secolo. Con la divisione dell'Impero carolingio nel IX secolo, il sistema del feudalesimo pose i re al vertice della piramide delle relazioni tra signori e vassalli, dipendenti dal dominio regionale dei baroni e delle posizioni intermedie dei conti e dei duchi. Il cuore della corte feudale nel Pieno Medioevo furono i territori del regno di Francia, il Sacro Romano Impero (incentrato sui regni della Germania e d'Italia) e i regni d'Inghilterra e di Scozia.

### La prima età moderna

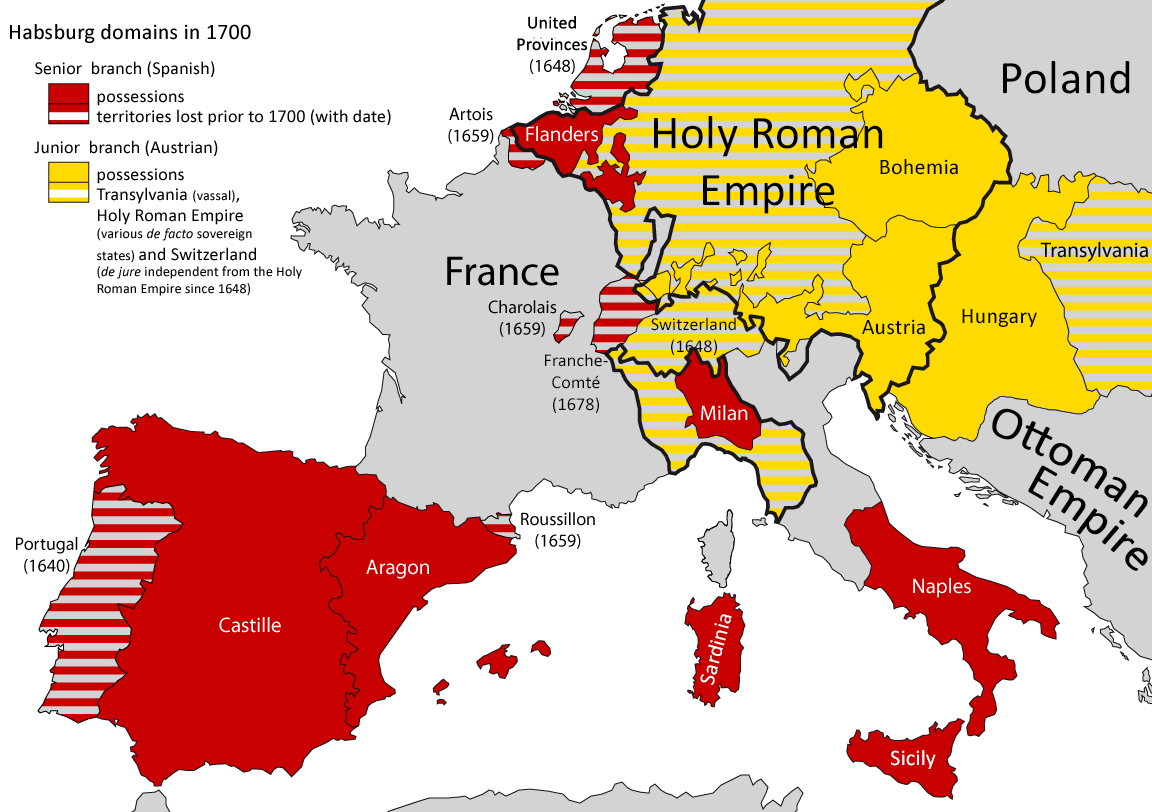
I domini europei degli Asburgo nel 1700

Con la nascita degli stati-nazione e la riforma protestante, la teoria del diritto divino giustificò l'autorità assoluta del re sia in campo politico che spirituale. La teoria venne enunciata in Inghilterra durante il regno di Giacomo I d'Inghilterra (1603-1625, anche conosciuto come Giacomo VI di Scozia, 1567-1625) e venne promossa fortemente durante il regno di Luigi XIV di Francia (1643-1715). La prima età moderna fu dominata dalle guerre di religione, principalmente dalla guerra dei trent'anni, durante le quali le principali monarchie europee evolvettero in grandi potenze centralizzate sostenute dai loro imperi coloniali. Le principali potenze europee all'inizio dell'età moderna erano:
- il regno di Francia con il suo impero coloniale
- l'impero portoghese del regno del Portogallo (in unione personale con la Spagna 1580–1640)
- l'impero spagnolo della Spagna degli Asburgo (dopo il 1700 Spagna Borbonica)
- l'impero britannico dell'unione delle corone inglese e scozzese (dopo il 1707 Regno di Gran Bretagna)
- il Sacro Romano Impero, sempre più dominato dalla Monarchia asburgica e dalla Prussia
- il regno russo
- il regno di Polonia, conosciuto come confederazione polacco-lituana
- il regno di Svezia assurse allo status di grande potenza durante la breve vita dell'impero svedese, a causa della guerra dei trent'anni
- il regno di Danimarca-Norvegia

La Casa d'Asburgo divenne la dinastia reale più influente dell'Europa continentale dal XVII secolo, divisa tra i rami spagnolo e austriaco.

### Europa moderna

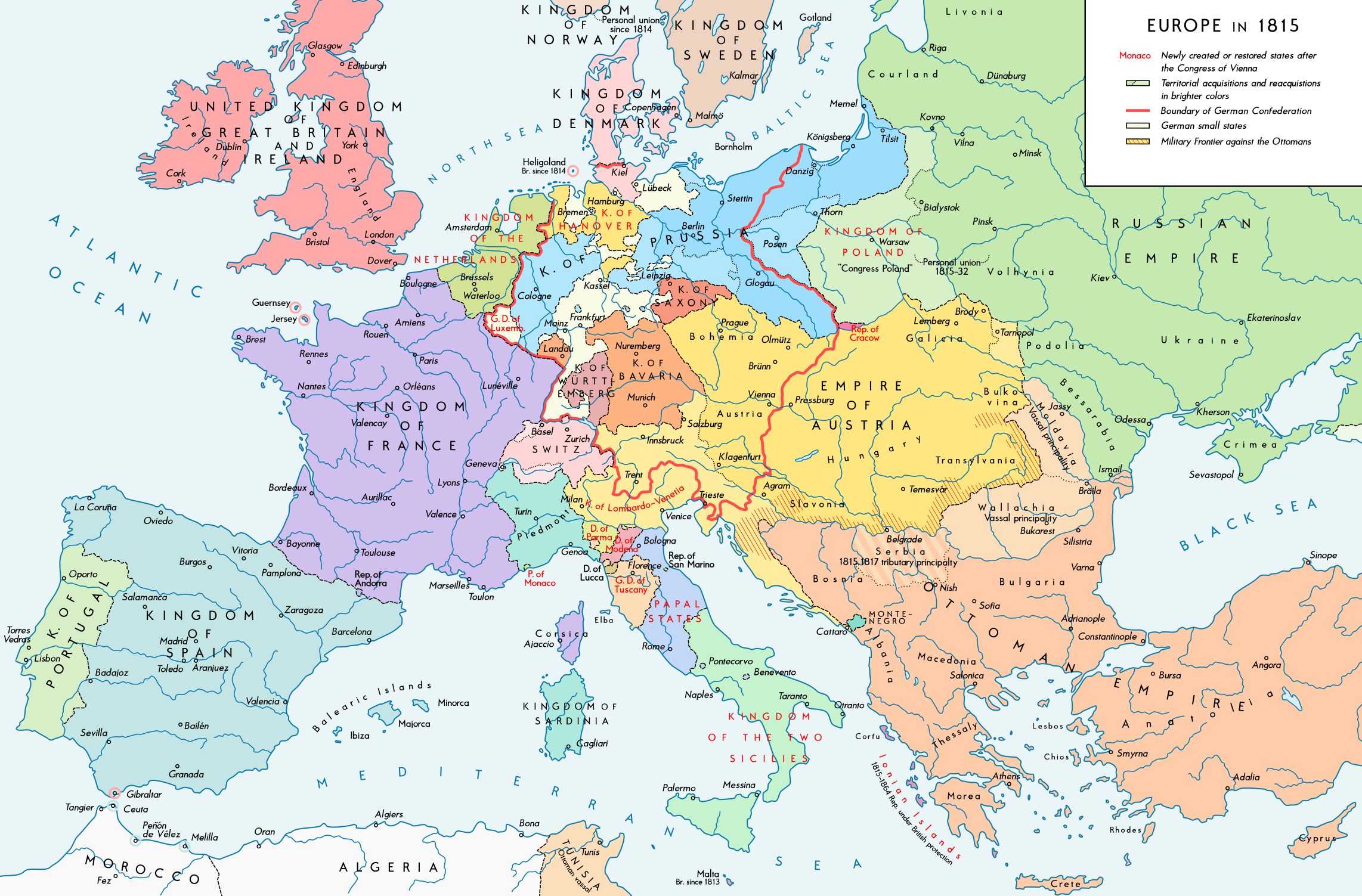
Cartina dell'Europa nel 1815

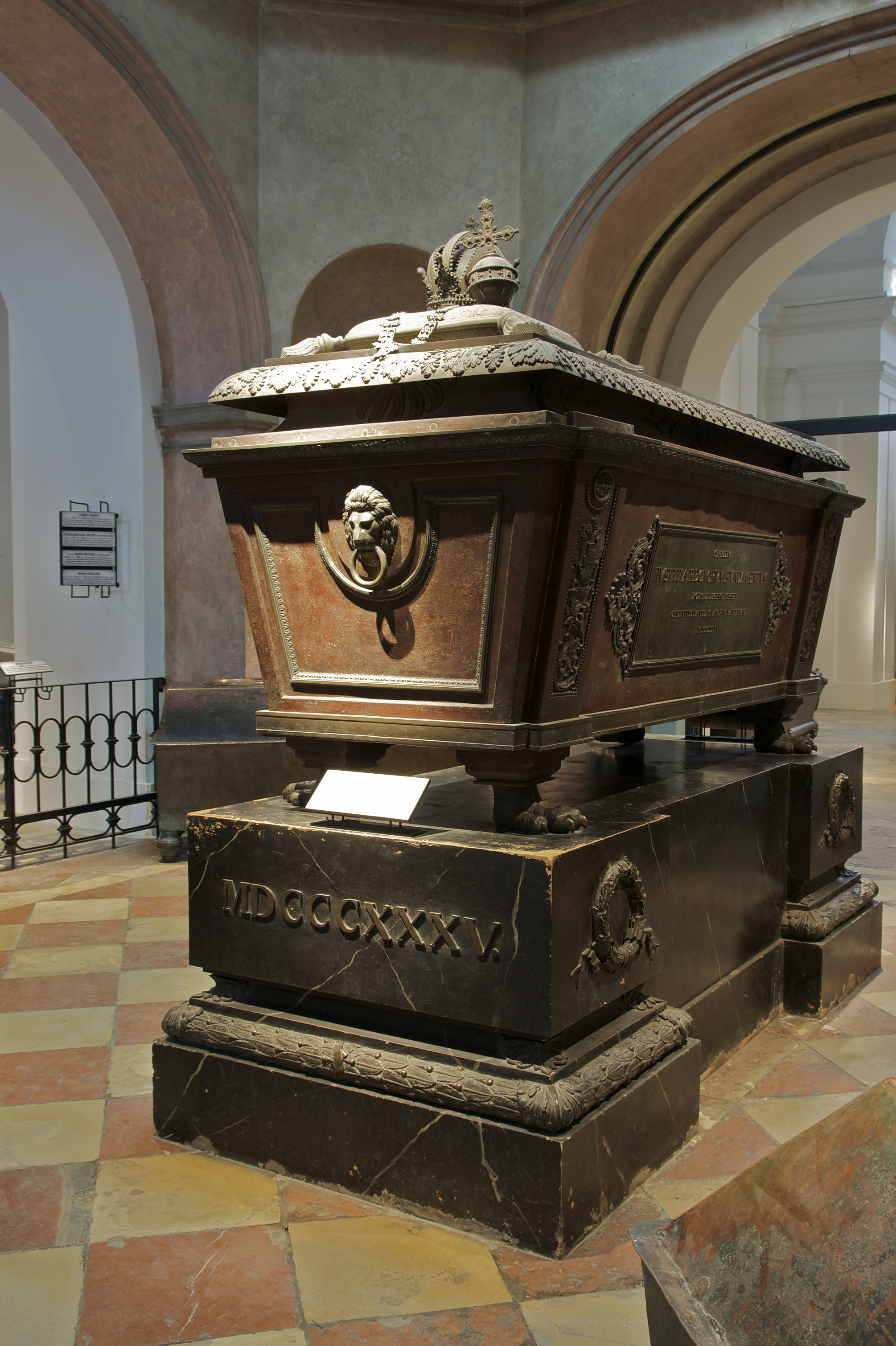
Sarcofago dell'ultimo imperatore romano Francesco II

La rinascita moderna del parlamentarismo e anti-monarchismo iniziò con il temporaneo rovesciamento della monarchia inglese da parte del Parlamento d'Inghilterra nel 1649, seguito dalla rivoluzione americana (1775-83) e in maniera particolare dalla rivoluzione francese (1789-99). Il Regno di Francia assolutista fu prima trasformato in monarchia costituzionale (1791-92), per poi essere completamente abolito il 21 settembre 1792, e alla fine l'ex re fu giustiziato, un grave colpo per le altre corti europee. Durante le seguenti guerre rivoluzionarie francesi (1792-99), le grandi monarchie europee non furono in grado di restaurare la monarchia in Francia, anzi, la Prima Repubblica francese si espanse e iniziò ad annettere territori adiacenti, o li convertì in leali repubbliche sorelle. Nel frattempo, la mediatizzazione della Germania del 1803 aggiustò la struttura politica del Sacro Romano Impero, con i piccoli principati e tutte le terre ecclesiastiche che furono annesse alle monarchie maggiori. Dopo il colpo di Stato del 18 brumaio, con cui Napoleone prese il potere, egli costruì un nuovo ordine imperiale nell'Europa controllata dalla Francia, prima incoronandosi imperatore dei francesi nel 1804, e poi convertendo le repubbliche sorelle in monarchie governate dai suoi parenti. Nel luglio 1806, a causa delle campagne napoleoniche, un grande numero di stati nella parte occidentale della Germania si separò dal Sacro Romano Impero e questo portò nell'agosto 1806 l'imperatore Francesco II a decidere la dissoluzione dell'intero impero, mettendo fine a 1833 anni di storia degli imperatori romani in Europa.
A seguito della sconfitta di Napoleone nel 1814 e 1815, il Congresso di Vienna decise che tutta l'Europa avrebbe dovuto consistere di forti monarchie (con l'eccezione della Svizzera e di alcune repubbliche di minore importanza). In Francia, venne restaurata la dinastia borbonica, sostituita dalla monarchia di luglio liberale nel 1830, prima che l'intera monarchia fosse nuovamente abolita con le rivoluzioni del 1848. Il popolare Napoleone III riuscì a proclamarsi imperatore nel 1852, fondando il Secondo Impero francese. I regni di Sicilia e di Napoli (le "Due Sicilie") vennero assorbite nel Regno di Sardegna per costituire il Regno d'Italia nel 1861. L'Austria e la Prussia cercarono di unire tutti gli stati tedeschi sotto la propria bandiera, e nel 1866 la Prussia emerse vittoriosa. Questo portò Napoleone III a dichiarare guerra, scatenando la guerra franco-prussiana che portò alla sconfitta francese e all'assorbimento degli stati tedeschi meridionali all'interno dell'Impero tedesco nel 1870-71. Dalle ceneri del Secondo Impero nacque la Terza Repubblica francese, l'unca grande potenza repubblicana in Europa fino alla prima guerra mondiale.
Molta parte della politica del XIX secolo fu caratterizzata dalla divisione tra anti-monarchismo radicale e monarchismo conservatore. Il Regno di Spagna fu brevemente abolito nel 1873, restaurato dal 1873 al 1931 e nuovamente restaurato nel 1947. Il Regno del Portogallo fu abolito nel 1910, l'Impero russo terminò nel 1917 e il Regno di Prussia nel 1918. Il Regno di Ungheria cadde sotto la monarchia asburgica nel 1867 e fu disciolto nel 1918 (restaurato dal 1920 al 1946). Similmente, il Regno di Boemia sotto gli Asburgo fu disciolto nel 1918.
Le guerre napoleoniche trasformarono il panorama politico europeo, e diversi regni moderni furono costituiti con atti di rinascita del monarchismo dopo la sconfitta del Primo Impero francese:
- l'Impero austriaco e  Austria-Ungheria (1804–1918)
- il Regno del Württemberg (1805-1918)
- il Regno di Baviera (1805-1918)
- il Regno di Sassonia (1806-1918)
- il Regno delle Due Sicilie (1808–1861)
- il Regno dei Paesi Bassi (1813/15 ad oggi)
- la costituzione dell'indipendente Regno di Norvegia (1814 ad oggi)
- il Regno di Francia (restaurazione borbonica)  (1814-1830) seguito dalla  monarchia di luglio (1830–1848)
- il Regno di Hannover (1814–1866)
- il Regno di Polonia (1815-1874)
- il Regno del Belgio (1830 ad oggi)
- il Regno di Grecia (1832-1924 e 1935-1973)
- il Secondo Impero francese (1852-1870)
- il Principato di Montenegro (1852–1910) continuò come  Regno del Montenegro (1910–1918)
- il Regno d'Italia (1861-1946)
- il Principato di Romania (1862–1881) continuo come Regno di Romania (1882–1947)
- l'Impero russo (1721–1917)
- l'Impero tedesco (1871–1918)
- il Principato di Bulgaria (1878–1908) continuò come Regno di Bulgaria (1908–1946)
- il Principato di Serbia (1815–1882) continuò come  Regno di Serbia (1882–1918)
- il Principato d'Albania (1914–1925)

Molte nazioni abolirono la monarchia nel XX secolo e divennero repubbliche, specialmente all'inizio della prima o seconda guerra mondiale.

#### Nuove monarchie

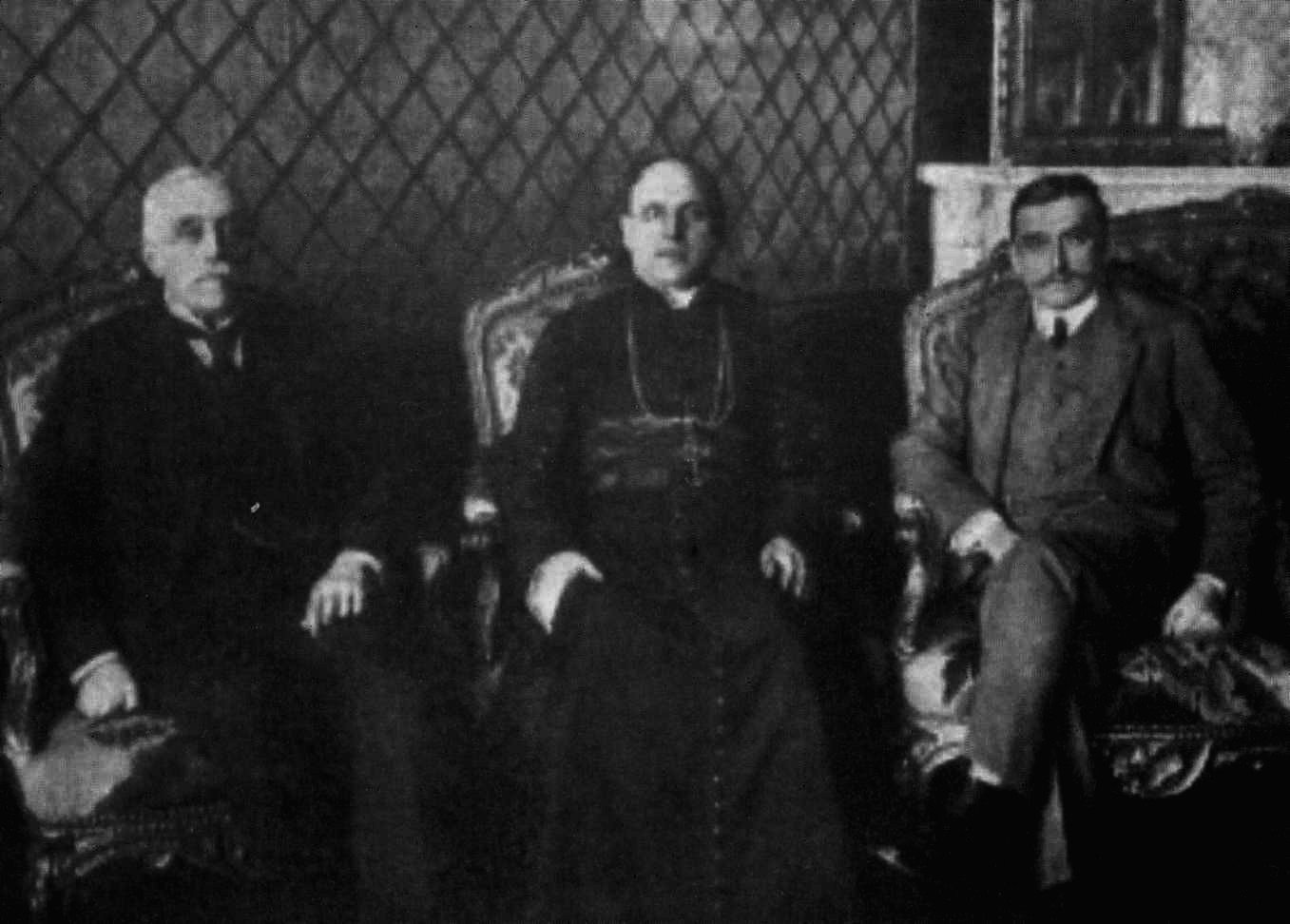
Il Consiglio della Reggenza del Regno di Polonia (1917-1918) che agiva per conto del Re che non fu mai eletto.

Alcune nuove monarchie nacquero per un breve periodo di tempo negli ultimi anni della prima guerra mondiale:
- il Regno di Finlandia (1918–1919)
- il Regno di Lituania (1918)
- il Regno di Polonia (1917–1918)
- lo Stato Ucraino (Hetmanato) (1918)
- il Ducato Baltico Unito (1918)

Monarchie istituite o restaurate durante il periodo interbellico:
- il Regno d'Islanda (1918–1944)
- il Regno di Jugoslavia (1918-1945)
- il Regno d'Ungheria (1920–1946)
- il Regno albanese (1928–1944) - la monarchia venne ufficialmente abolita nel 1946
- lo Stato della Città del Vaticano governato dalla Santa Sede (dal 1929 come continuazione del disciolto Stato della Chiesa nel 1870)

Monarchie istituite o restaurate dal 1940 in avanti:
- il Regno di Croazia (1941–1943)
- il Regno di Spagna (dal 1947)
- il Regno di Malta (Stato di Malta) (1964–1974)

### Evoluzione territoriale
|                                                 |                                                |                                        |                      |
| 1714 (dopo la guerra di successione spagnola)   | 1789 (alla vigilia della rivoluzione francese) | 1799 (al termine della rivoluzione)    | 1815 (Restaurazione) |
|                                                 |                                                |                                        |                      |
| 1914 (alla vigilia della prima guerra mondiale) | 1930 (nel periodo interbellico)                | 1950 (dopo la seconda guerra mondiale) | XXI secolo           |

     Monarchie
     Repubbliche
     Terre ecclesiastiche
     Confederazione polacco-lituana

## Attuali monarchie

### Tabella dei monarchi in Europa
| Stato                                           | Tipo                      | Successione                                                                 | Dinastia                  | Titolo           | Immagine | In carica                    | Nascita           | Età | Inizio del regno  | Erede                                                           |
| ----------------------------------------------- | ------------------------- | --------------------------------------------------------------------------- | ------------------------- | ---------------- | -------- | ---------------------------- | ----------------- | --- | ----------------- | --------------------------------------------------------------- |
| Principato di Andorra                           | Costituzionale (diarchia) | Ex officio: il Vescovo di Urgell ed il Presidente della Repubblica Francese | —                         | Co-principe      |          | Josep-Lluís Serrano Pentinat | 19 marzo 1977     | 48  | 31 maggio 2025    | Nessuno; nominato dal Papa                                      |
| Principato di Andorra                           | Costituzionale (diarchia) | Ex officio: il Vescovo di Urgell ed il Presidente della Repubblica Francese | —                         | Co-principe      |          | Emmanuel Macron              | 21 dicembre 1977  | 47  | 14 maggio 2017    | Nessuno; successore eletto alle prossime elezioni presidenziali |
| Regno del Belgio                                | Parlamentare              | Ereditaria                                                                  | Sassonia-Coburgo-Gotha    | Re               |          | Filippo                      | 15 aprile 1960    | 65  | 21 luglio 2013    | Erede: Elisabetta del Belgio (primogenita)                      |
| Regno di Danimarca                              | Parlamentare              | Ereditaria                                                                  | Glücksburg                | Re               |          | Federico X                   | 26 maggio 1968    | 57  | 14 gennaio 2024   | Erede: Cristiano (primogenito)                                  |
| Principato del Liechtenstein                    | Costituzionale            | Ereditaria                                                                  | Liechtenstein             | Principe sovrano |          | Giovanni Adamo II            | 14 febbraio 1945  | 80  | 13 novembre 1989  | Erede: Luigi del Liechtenstein (primo figlio maschio)           |
| Granducato del Lussemburgo                      | Parlamentare              | Ereditaria                                                                  | Nassau-Weilburg (Borbone) | Granduca         |          | Enrico                       | 16 aprile 1955    | 70  | 7 ottobre 2000    | Erede: Guglielmo di Lussemburgo (primogenito)                   |
| Principato di Monaco                            | Costituzionale            | Ereditaria                                                                  | Grimaldi (Polignac)       | Principe sovrano |          | Alberto II                   | 14 marzo 1958     | 67  | 6 aprile 2005     | Erede: Giacomo di Monaco (unico figlio maschio legittimo)       |
| Regno dei Paesi Bassi                           | Parlamentare              | Ereditaria                                                                  | Orange-Nassau (Amsberg)   | Re               |          | Guglielmo Alessandro         | 27 aprile 1967    | 58  | 30 aprile 2013    | Erede: Caterina Amalia di Orange-Nassau (primogenita)           |
| Regno di Norvegia                               | Parlamentare              | Ereditaria                                                                  | Glücksburg                | Re               |          | Harald V                     | 21 febbraio 1937  | 88  | 17 gennaio 1991   | Erede: Haakon di Norvegia (unico figlio maschio)                |
| Regno di Spagna                                 | Parlamentare              | Ereditaria                                                                  | Borbone                   | Re               |          | Filippo VI                   | 30 gennaio 1968   | 57  | 19 giugno 2014    | Erede: Leonor di Borbone-Spagna (figlia maggiore)               |
| Regno di Svezia                                 | Parlamentare              | Ereditaria                                                                  | Bernadotte                | Re               |          | Carlo XVI Gustavo            | 30 aprile 1946    | 79  | 15 settembre 1973 | Erede: Vittoria di Svezia (primogenita)                         |
| Regno Unito di Gran Bretagna e Irlanda del Nord | Parlamentare              | Ereditaria                                                                  | Windsor                   | Re               |          | Carlo III                    | 14 novembre 1948  | 76  | 8 settembre 2022  | Erede: William, principe del Galles (primo figlio maschio)      |
| Stato della Città del Vaticano                  | Assoluta                  | Elettiva                                                                    | —                         | Papa             |          | Papa Leone XIV               | 14 settembre 1955 | 69  | 8 maggio 2025     | Elettiva                                                        |